# Липовачки поток
Липовачки поток је водени ток на Фрушкој гори, на десна притока Дунава, дужине 4,3km, површине слива 8,1km².
Извире на североисточним падинама Фрушке горе (290 м.н.в.) и дренира их, заједно са својим малобројним притокама. Улива се у Дунав низводно од Сремских Карловаца. Максимални протицаји износе око 13 m³/с. Поток и део слива налазе се у зони активне заштите НП Фрушка гора.